# Anton Seelos
Anton "Toni" Seelos (ur. 4 marca 1911 w Seefeld in Tirol, zm. 1 czerwca 2006 tamże) – austriacki narciarz alpejski, pięciokrotny medalista mistrzostw świata.

## Kariera
Pierwszy sukces w karierze osiągnął w 1931 roku, zdobywając srebrny medal w slalomie podczas mistrzostw świata w Mürren. W zawodach tych rozdzielił na podium Davida Zogga ze Szwajcarii i Niemca Friedla Däubera. Na rozgrywanych rok później mistrzostwach świata w Cortinie d’Ampezzo jego najlepszym wynikiem było czwarte miejsce w tej samej konkurencji. Walkę o medal przegrał tam ze swym rodakiem, Hansem Hauserem o 5,6 sekundy. Najlepsze wyniki osiągał podczas mistrzostw świata w Innsbrucku w 1933 roku i mistrzostw świata w Mürren dwa lata później, gdzie wygrywał zarówno w slalomie jak i kombinacji. Startował także na mistrzostwach świata w Engelbergu w 1938 roku, gdzie w zjeździe zajął 15. miejsce, a rywalizacji w slalomie nie ukończył.
Seelos uznawany jest za jednego z pionierów współczesnego narciarstwa alpejskiego, to jemu przypisuje się wynalezienie równoległego skrętu narciarskiego.
Był zawodowym instruktorem narciarstwa, przez co nie mógł wziąć udziału w igrzyskach olimpijskich w Garmisch-Partenkirchen w 1936 roku. Wykonał tam jednak przejazd testowy przed slalomem, uzyskując czas o 6 sekund lepszy niż najlepszy z zawodników, Niemiec Franz Pfnür. Równocześnie był trenerem Niemki Christl Cranz, która wygrała olimpijską rywalizację kobiet.

## Osiągnięcia

### Mistrzostwa świata
| Miejsce | Dzień     | Rok  | Miejscowość       | Konkurencja | Czas biegu | Strata     | Zwycięzca         |
| ------- | --------- | ---- | ----------------- | ----------- | ---------- | ---------- | ----------------- |
| 15.     | 20 lutego | 1931 | Mürren            | Zjazd       | 1:56,2     | +1:08,2    | Walter Prager     |
| 2.      | 23 lutego | 1931 | Mürren            | Slalom      | 0:54,6     | +0,8       | David Zogg        |
| 6.      | 4 lutego  | 1932 | Cortina d’Ampezzo | Zjazd       | 5:10,0     | +18,0      | Gustav Lantschner |
| 4.      | 6 lutego  | 1932 | Cortina d’Ampezzo | Slalom      | 1:26,1     | +8,7       | Friedl Däuber     |
| 5.      | 6 lutego  | 1932 | Cortina d’Ampezzo | Kombinacja  | 97,555 pkt | -4,970 pkt | Otto Furrer       |
| 10.     | 8 lutego  | 1933 | Innsbruck         | Zjazd       | 5:07,0     | +25,6      | Walter Prager     |
| 1.      | 9 lutego  | 1933 | Innsbruck         | Slalom      | 2:29,9     | -          | -                 |
| 1.      | 9 lutego  | 1933 | Innsbruck         | Kombinacja  | 96,10 pkt  | -          | -                 |
| 1.      | 24 lutego | 1935 | Mürren            | Slalom      | 1:46,1     | -          | -                 |
| 9.      | 25 lutego | 1935 | Mürren            | Zjazd       | 3:30,4     | +15,2      | Franz Zingerle    |
| 1.      | 25 lutego | 1935 | Mürren            | Kombinacja  | 96,63 pkt  | -          | -                 |
| 15.     | 5 marca   | 1938 | Engelberg         | Zjazd       | 3:17,8     | +24,2      | James Couttet     |
| DNF2    | 6 marca   | 1938 | Engelberg         | Slalom      | 3:03,4     | -          | Rudolf Rominger   |